# Elsa Fornero
Elsa Fornero (née le 7 mai 1948 à San Carlo Canavese) est une économiste et une universitaire italienne, professeur à l'université de Turin, devenue ministre du Travail, des Politiques sociales, avec la délégation sur le département de l'Égalité des chances du gouvernement Monti, du 16 novembre 2011 au 28 avril 2013.

## Biographie
Le 4 décembre 2011, elle ne peut retenir ses larmes en annonçant un plan de rigueur qu'elle considère comme étant des sacrifices nécessaires pour sauver le pays de la crise.
Elle met en place une réforme des retraites reculant à 67 ans l'age de départ à la retraite et la durée des cotisations à 42 ans.
Début 2012, avec deux autres femmes, Emma Marcegaglia, présidente du patronat italien (Confindustria) et Susanna Camusso, secrétaire générale du syndicat CGIL, elle est chargée de mener une importante réforme du travail.
Très attentive aux relations économiques entre la France et l'Italie, elle intervient dans le Club Italie-France, fondé par Edoardo Secchi. 
Elle est aussi banquière, et siège à la vice-présidence d’Intesa Sanpaolo. 

## Œuvres
- L’economia dei fondi pensione. Potenzialità e limiti della previdenza privata in Italia, Il Mulino, 1999.
- (avec Onorato Castellino), Economia del risparmio e della ricchezza. Comportamenti privati e indebitamento pubblico, Il Mulino, Ricerca, Bologne, 1990.
- Pension Systems: Beyond Mandatory Retirement, (avec P. Sestito, a cura di), Cheltenham: Edward Elgar, 2005.
- Developing an Annuity Market in Europe (avec E. Luciano, a cura di), Cheltenham, Edward Elgar, 2004.
- Pension Policy in an Integrating Europe, (avec O. Castellino, a cura di), Cheltenham, Edward Elgar, 2003.
- La riforma del sistema previdenziale italiano. Opzioni e proposte, (avec O. Castellino, a cura di), Bologna: Il Mulino, 2001